# Xenillus itascensis
Xenillus itascensis är en kvalsterart som beskrevs 1987 av Reino S. Freeman och Tyler A. Woolley 1987. Arten ingår i släktet Xenillus och familjen Xenillidae. Holotypen samlades in från förna hämtad i Itasca State Park i norra centrala Minnesota. Inga underarter finns listade i Catalogue of Life. Arten är mellanvärd för flera arter inom släktet Monoecocestus.